# 吉松速之助
吉松 速之助（よしまつ はやのすけ、弘化2年1月23日（1845年3月1日） - 明治10年（1877年）2月23日）は、幕末から明治の武士（土佐藩士）、陸軍軍人。最終階級は少佐。

## 来歴

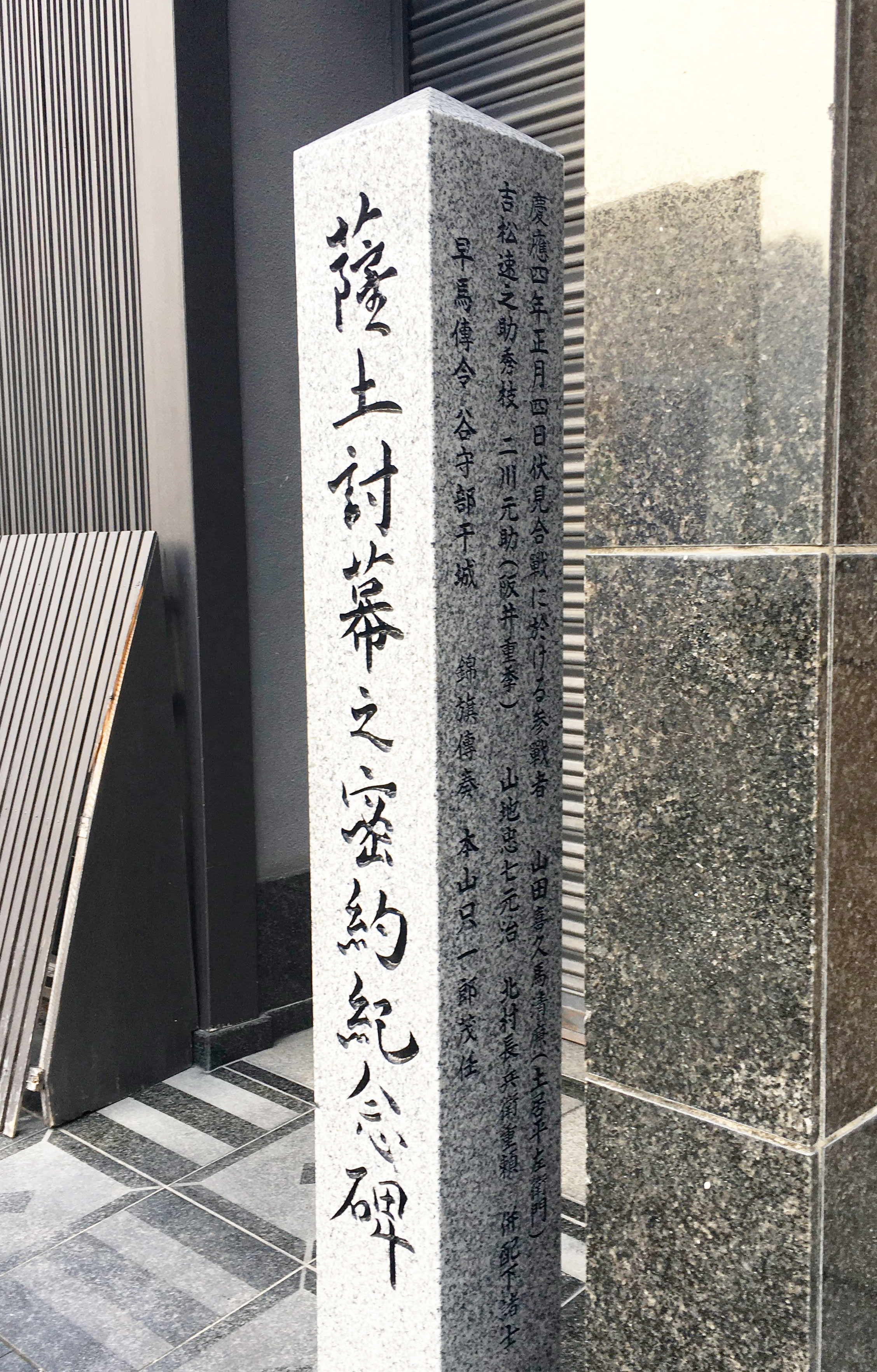
「薩土討幕之密約紀念碑」吉松速之助の名が刻まれている。京都市東山区（祇園）

### 生い立ち
幼名は保都衛、のち秀枝（ほつえ）。弘化2年（1845年）1月23日、高知城下本丁筋（現在の高知市）の土佐藩士御小姓組・吉松清平の長男に生まれた。母は前野氏の出。

### 戊辰戦争
慶応3年（1867年）、藩兵として上洛。明治元年（1868年）の鳥羽・伏見の戦いには藩兵隊長として伏見を守る。その時の速之助の決断が官軍としての土佐藩の以後の行動を決定する。さらに迅衝隊第八隊長として戊辰戦争に加わり、今市、日光、白河、会津と転戦した。
7月１日、白河口の戦いで撤退途中の飯野藩保科家の森要蔵隊を銃撃し、要蔵・虎尾親子など５名を討った。土佐藩兵は保科家本流の家臣として養子保科正之の末裔たる松平容保に殉じ、なおかつ剣豪としての親子の振る舞いを天晴とし、丁重に葬っている。
会津戦争のおり、大垣藩兵に捕らえられた神保雪子（会津藩重臣神保修理の未亡人）を見かけて放免を主張したものの、他藩の容喙は受け付けないと拒絶された。その後、密かに雪子の懇願を聞き届けて腰に据えた短刀を与え、その自刃を助けている。

### 明治維新以降
明治4年（1871年）、薩長土三藩の献兵によって御親兵が創立されたとき、陸軍大尉、中隊長となる。明治9年（1876年）、陸軍少佐に昇進。大隊長となり熊本鎮台福岡分営に屯した。この年に神風連の乱が起きたが、営内を鎮した。
明治10年に西南戦争が勃発すると歩兵第十四聯隊第三大隊を率いて福岡から出撃し、同郷で妻の伯父にあたる谷干城鎮台司令長官が守る熊本城救援を図った。南関、高瀬、木葉と進んだが、2月22日の植木の戦いで、年下とはいえ上官である聯隊長代理乃木希典中佐が軍旗を喪失した。その翌日、木葉で西郷軍と対峙した。二方向から攻撃されて苦戦に陥った吉松は、乃木に援軍を要請したが、乃木は司令部を離れてわざわざ吉松の元に自ら赴き、「今や我足下に分つべき余兵なし、たといまた之れ有らしむるも、乞ふ代りて之れに当たらん」と断った。すると吉松は笑って「余力があればのこと。君は全軍を指揮する聯隊長である。ここに長く留まるべきでは無い」と応じた。乃木が無事に去った後、最前線に踏みとどまった吉松はわずか20余名の部下とともに聯隊主力の退却を支えたが重傷を負い、その夜に息を引き取った。享年33であった。

## 関連作品
テレビドラマ
- 『白虎隊』（1986年、日本テレビ年末時代劇スペシャル、演：勝野洋）
- 『八重の桜』（2013年、NHK大河ドラマ、演：河野洋一郎）